# 御藤博子
御藤 博子（みとう ひろこ）は、フリーアナウンサー。

## 人物
東海テレビに入社後、ニュース、リポーターで活躍。東海テレビ退社後は事務、販売、オペレーター、着付やビジネスマナーの講師、派遣スタッフのフォロー職など様々な職種の後、フリーアナウンサーとしてプロ野球情報などで活躍。2009年からQVCナビゲーターを務めていたが、2010年10月をもって退社。その後、QVC時代の同僚・三上理恵が立ち上げたネットチャンネルに所属し、藤ひろ子の芸名で活動。現在はショップチャンネルに不定期でゲスト（商品アドバイザー）として出演。ショップチャンネルでは徳永博子と表記されている。

## 現在の出演番組

### テレビ
- ショップチャンネル（不定期ゲスト・商品アドバイザー）

## 過去の出演番組

### テレビ
- イブニングニュース630 (東海テレビ)
- 朝一番天気!あさ天（日本テレビ）
- スペシャルとうきょう（リポーター／日本テレビ）
- 決定!FNS歌謡祭グランプリ（三重県内から生中継担当リポーター／フジテレビ）
- プロ野球ジュニアオールスターゲーム中継（テレビ東京）
- スポーツTODAY（テレビ東京）
- はなまるマーケット（はなまるアナ／TBS）
- おしゃべりトマト （キャスター／tvk）
- QVC（ショッピングナビゲーター）

### ラジオ
- J-WAVE・ニュース担当アナウンサー